# Henry Rinklin
Henry Rinklin (Geisingen, 15 september 1957) is een Duits voormalig wielrenner uit de Bondsrepubliek. Hij won brons op het Wereldkampioenschap Puntenkoers voor professionals in 1984.
In 1975 startte Rinklin met zijn carrière, toen hij de WK-Puntenkoers voor junioren won. In 1980 werd hij professional. In 1981 werd hij tweede bij het kampioenschap van Zürich. In 1982 won hij de Zesdaagse van Dortmund met Danny Clark en in 1985 de Zesdaagse van Stuttgart met Josef Kristen. 

## Resultaten in voornaamste wedstrijden
| Jaar | Milaan-San Remo | Gent-Wevelgem | Parijs-Roubaix |
| ---- | --------------- | ------------- | -------------- |
| 1981 | 14e             | 128e          | 54e            |